# Perth (rivière)
La rivière Perth (anglais : Perth River ) est un cours d’eau localisé  dans les Alpes du Sud dans le District Westland dans la région de la West Coast de l’Île du Sud de la Nouvelle-Zélande et un affluent droit du fleuve Whataroa.

## Géographie
Elle s’écoule de sa source, qui est une plaine glaciaire au nord de la ligne de partage des eaux de Rangitata Divide et elle est rejointe par de multiples affluents, comprenant un torrent venant d'une crique du lac Abel. Elle est caractérisée par un certain nombre de rapides et elle passe à travers deux gorges avant de rencontrer la rivière Whataroa. La rivière est largement inaccessible, mais récemment[Quand ?], une société touristique d’aventure a commencé à offrir la possibilité d’heli-rafting sur la rivière. Les rafters en eau vive sont amenés par hélicoptères pour faire du raft sur la rivière. Des kayakistes ont été aussi parfois transportés par les airs (heli-boating) jusqu’à la rivière Perth pendant de nombreuses années. Le rafting normal sur le torrent nommé Five-Finger stream fournit un tracé agréable de classe III-IV avec une gorge étonnante. En remontant par un vol jusqu’à Scone Hut en amont, le parcours devient une des meilleures IV-V que l’on peut parcourir sur la côte. Plus récemment des pagayeurs sont remontés en amont en randonnée ou par les airs jusqu’à « scone hut » pour jouir de l’excitation de parcours classés V-V+.